# Акжар (Аршалынский район)
Акжар (каз. Ақжар, до 2001 г. - Заря) — аул в Аршалынском районе Акмолинской области Казахстана. Входит в состав Булаксайского сельского округа. Код КАТО — 113451400.

## География
Аул расположен возле озера Кызылколь, в северной части района, на расстоянии примерно 53 километров (по прямой) к северу от административного центра района — посёлка Аршалы, в 6 километрах к востоку от административного центра сельского округа — села Булаксай.
Абсолютная высота — 379 метров над уровнем моря.
Ближайшие населённые пункты: село Булаксай — на западе, станция Сарыоба — на юге.
Близ аула проходит автодорога «Нововладимировка — Заря», с выходами к автодорогам областным значениям КС-31 (в сторону Булаксай), КС-2 (в сторону Еркиншилик).

## Население
В 1989 году население аула составляло 172 человека (из них немцы — 56%).

В 1999 году население аула составляло 216 человек (105 мужчин и 111 женщин). По данным переписи 2009 года, в ауле проживали 182 человека (91 мужчина и 91 женщина).
| Численность населения | Численность населения | Численность населения |
| 1989                  | 1999                  | 2009                  |
| --------------------- | --------------------- | --------------------- |
| 172                   | ↗216                  | ↘182                  |

## Улицы[6]
- ул. Ауэзов
- ул. Курмангазы.